# Redslared
Redslared är en kyrkby i Redslareds socken i Svenljunga kommun, Västra Götalands län, vid länsväg 156. 
Här finns Redslareds kyrka och en bygdegård som är gulmålad.